# Setole
Setole (makedonsky: Сетоле, albánsky: Setolli) je vesnice v Severní Makedonii. Nachází se v opštině Tetovo v Položském regionu. 

## Geografie
Setole je jednou z nejméně osídlených vesnic v opštině. Nachází se 12 km od města Tetova a z vesnice Džepčište sem vede 5 km asfaltové silnice. Leží hluboko na úpatí pohoří Šar a průměrná nadmořská výška je 1 000 m. Dnes je jednou z vesnic, která je téměř vysídlená, přesto se v ní nachází život.
Na východě sousedí s vesnicí Otunje, na západě s vesnicí Germo, na jihozápadě s vesnicemi Lavce a Selce a na jihu s vesnicí Jedoarce.

## Historie
Podle osmanských spisů z roku 1628 spadala vesnice Setole pod provincii Kalkaden (dnešní opština Tetovo) a žilo zde 25 křesťanských rodin.
Na přelomu 19. a 20. století byla ve vesnici škola se 70 studenty. Lidé ve městě žili především z chovu domácích zvířat, nejvíce z ovcí, ale také se zabývali pěstováním ovoce. Proslulé jsou pak setolské kaštany a ořechy. Dodnes je v okolí vesnice možné najít starou tetovskou odrůdu jablek, která rostou ve výškách až 2 000 m n. m. 
Kronika vesnice zaznamenává dlouhé období ticha a samostatnosti, oddělení od okolního světa. Vesnice zanikala a znovu vznikala díky neustále migraci za lepším životem; během staletí se měnily destinace, kde je život finančně lepší. Stále však vesnice nikdy definitivně nezanikla a to až do dnešních dnů. 
O vesnici se zpívá v lidové písni Měsíc svítil (Огрејала месечина,Ogrejala mesečina), kterou zpívají tři nevěsty, které se chtěly provdat právě do Setole. 
Do vesnice se sjíždí obyvatelé okolních vesnic Otunje a Jedoarce. Nachází se zde několik horských pramenů, které jsou jedněmi z nejčistších v zemi. 
Dnes se ve vesnici opět probouzí život. Spousta starých domů bylo zrekonstruováno a jsou z nich chaty. Pastviny jsou ale již bez ovcí, protože zde lidé nežijí celoročně. Rozvíjí se zde však venkovská a lovecká turistika. Sídlí zde tetovský lovecký klub.

## Geografie
Podle posledního sčítání lidu z roku 2002 se zde k trvalému bydlišti přihlásili pouze 2 obyvatelé, oba makedonské národnosti. 
| Rok            | 1900 | 1905 | 1929 | 1948 | 1953 | 1961 | 1971 | 1981 | 1991 | 1994 | 2002 |
| -------------- | ---- | ---- | ---- | ---- | ---- | ---- | ---- | ---- | ---- | ---- | ---- |
| Počet obyvatel | 370  | 352  | 216  | 128  | 100  | 25   | 9    | 12   | 6    | 7    | 2    |

## Památky a stavby
- Kostel nejsvětější matky Boží